# Unenlagia
Unenlagia (Novas & Puerta, 1997; letteralmente mezzo uccello, nella latinizzazione della lingua mapudungun) è un genere estinto di dinosauro teropode unenlagiino vissuto nel Cretaceo superiore, circa 89 milioni di anni fa (Turoniano), in quella che è oggi l'Argentina.
Il genere Unenlagia si compone di due specie: U. comahuensis, la specie tipo descritta da Novas e Puerta nel 1997, e U. paynemili, descritto da Calvo et al. nel 2004.

## Descrizione

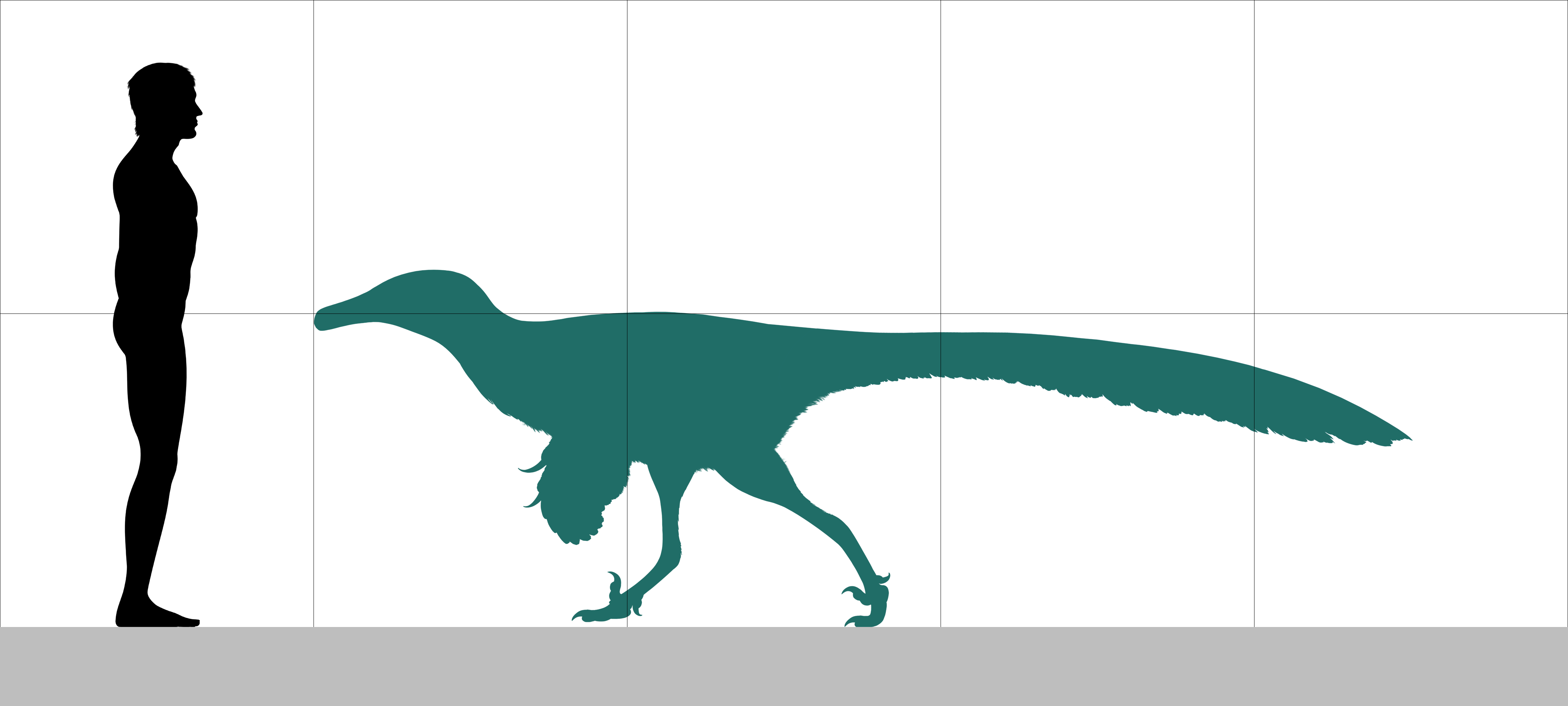
Dimensioni di Unenlagia

Le dimensioni di Unenlagia sono state oggetto di dibattito per lungo tempo, per via del fatto che di questo animale si conosca con certezza solo la lunghezza delle ossa delle gambe e se tali proporzioni andrebbero estrapolate utilizzando come modello un normale dromaeosauridae o un uccello primitivo dalle lunghe gambe. Le stime variano quindi tra una lunghezza di 3,5 metri e un peso di 75 kg, nel primo caso, e una lunghezza di soli 2 metri nel secondo caso. Analogamente, l'interpretazione della forma della testa è cambiato nel tempo, da un cranio più breve e dalla forma di un normale dromaeosauride alla moderna e corretta forma allungata e stretta comune negli unenlagiinae come Buitreraptor e Austroraptor.
Novas e Puerta hanno notato che la regione pelvica di Unenlagia, in particolare la forma dell'ileo, era molto simile a quella dell'uccello primitivo Archaeopteryx. Il cingolo scapolare di Unenlagia è stato originariamente interpretato come se fosse stato adattato per sbattere e consentire il volo all'animale, con una scapola piatta posizionata sulla parte superiore della gabbia toracica, portava le braccia laterali al corpo. Tuttavia, nel 2002 Kenneth Carpenter ha sottolineato che ciò implica che la scapola avrebbe dovuto essere dorsoventralmente appiattita anziché lateralmente come negli altri teropodi e che pertanto era più probabile che la scapola fosse situato a lato della gabbia toracica. Ciò è conforme alla successiva ipotesi di Philip Senter, sul fatto che i teropodi non-aviari come l'Unenlagia non erano in grado di sollevare i loro arti anteriori al di sopra delle spalle, come anche sarebbe accaduto in un uccello primitivo come Archaeopteryx. Tuttavia gli studiosi sudamericani rimangono convinti che la scapola fosse posizionata lateralmente, rendendo il coracoideo di Unenlagia sporgente dalla cassa toracica, il che sembra anatomicamente plausibile.
Tuttavia, la sola lunghezza di almeno 3 metri, unita alle corte braccia caratteristiche degli unenlagiini avrebbero impedito ad Unenlagia di spiccare il volo.

## Classificazione
Novas e Puerta nella descrizione originale consideravano l'Unenlagia come un sister taxon di Avialae, il che lo renderebbe un membro basale degli Avialae sensu Gauthier 1986.
Tuttavia, nel 1999 Mark Norell e Peter Makovicky dichiararono che l'Unenlagia era in realtà un membro dei Dromaeosauridae. Nello specifico, Unenlagia faceva parte della sottofamiglia degli Unenlagiinae, strettamente imparentato con specie quali Buitreraptor e Neuquenraptor (il quale potrebbe essere un sinonimo di Unenlagia). Makovicky et al., nel 2005 scoprì un nuovo genere ascrivibile a unenlagiinae chiamato Rahonavis, più recente di Unenlagia e più portato al volo di quest'ultimo, il che significherebbe che o Unenlagia si evoluto da antenati che potevano effettivamente volare o che gli unenlagiinae avessero sviluppato il volo solo in un secondo momento. [12] Norell et al., nel 2006 descrisse il Rahonavis come un sister taxon di Unenlagia.
Questa classificazione non è stata accettata all'unanimità. Nel 2011, Novas e Federico Agnolin hanno pubblicato uno studio che vede Unenlagiidae come all'interno di Avialae.
La seguente cladogramma si basa sull'analisi filogenetica condotta da Turner, Makovicky e Norellin, nel 2012, che mostra le relazioni di Unenlagia tra gli altri generi assegnati al taxon Unenlagiinae:
|  | Buitreraptor                                               |
|  |                                                            |
|  | \| \| Austroraptor \| \| \| \| \| \| Unenlagia \| \| \| \| |
|  |                                                            |
|  | Austroraptor                                               |
|  |                                                            |
|  | Unenlagia                                                  |
|  |                                                            |

|  | Austroraptor |
|  |              |
|  | Unenlagia    |
|  |              |

|  | Buitreraptor                                               |
|  |                                                            |
|  | \| \| Austroraptor \| \| \| \| \| \| Unenlagia \| \| \| \| |
|  |                                                            |
|  | Austroraptor                                               |
|  |                                                            |
|  | Unenlagia                                                  |
|  |                                                            |

|  | Austroraptor |
|  |              |
|  | Unenlagia    |
|  |              |

## Ritrovamento

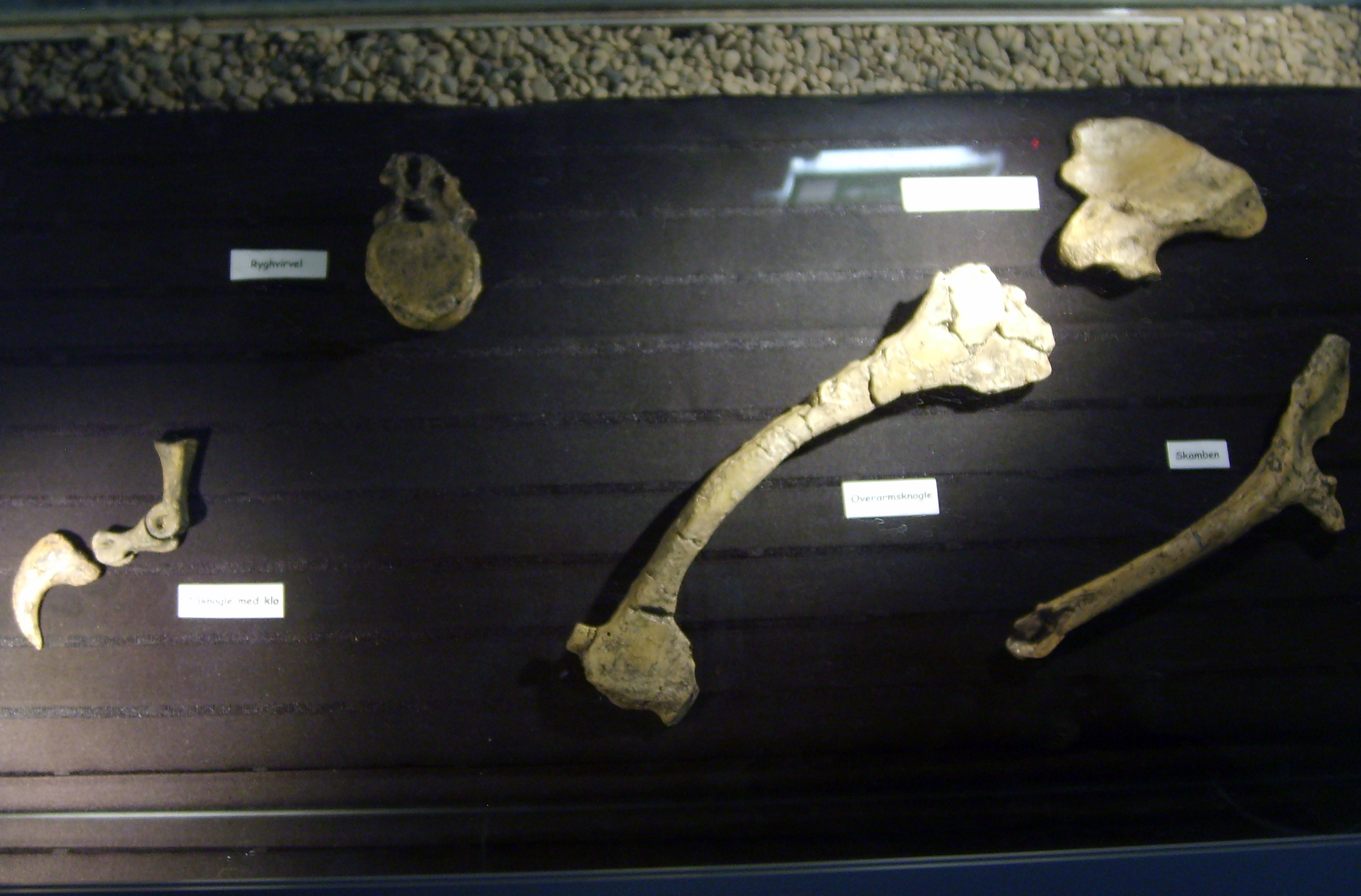
Fossili di U. paynemili; oggi l'artiglio si è scoperto essere un artiglio della mano e non il famoso "artiglio a falce" del piede dei raptor

Nel 1996, nella Provincia di Neuquén, in Argentina, fu ritrovato lo scheletro di un dinosauro carnivoro all'interno di Sierra del Portezuelo e riferito lo stesso anno. Nel 1997, Fernando Novas Emilio e Pablo Puerta nominarono e descrissero lo scheletro come Unenlagia comahuensis. Il nome generico, Unenlagia deriva dalla lingua Mapuche, uñen ossia "metà" e lag "uccello", in riferimento al fatto che gli studiosi credevano di essere di fronte ad un anello di congiunzione tra dinosauri e uccelli. Il nome specifico, comahuensis, si riferisce al Comahue, la regione del ritrovamento dell'animale.
L'esemplare olotipico, MCF PVPH 78, fu scoperta negli strati della Formazione Portezuelo, risalenti al Coniaciano. L'olotipo si compone di una scheletro parziale mancante del cranio ma che include alcune vertebre, l'osso sacro, costole, una scapola, un omero, un bacino parziale, un femore e la tibia.
Nel 2002, nei pressi del Lago Barreales, fu rinvenuto un secondo scheletro. Nel 2004, lo scheletro in questione è stato nominato e descritto da Jorge Calvo, Juan Porfiri e Alexander Kellner come una seconda specie del genere Unenlagia: U. paynemili. Il nome specifico di questa specie, paynemili, è un riferimento a aximino Paynemil, il capo della comunità Paynemil. L'olotipo di questa specie, MUCPv-349, si compone di uno scheletro parziale che consiste in un omero e due pubi. Diversi paratipi sono stati assegnati: MUCPv-343, un artiglio; MUCPv-409, un ileo parziale; MUCPv-415, una falange e MUCPv-416, una vertebra.
Alcuni ricercatori considerano il genere Neuquenraptor come un sinonimo junior di Unenlagia.

## Paleobiologia
Nonostante le similitudini tra il braccio e la scapola di Unenlagia con gli uccelli volatori moderni, l'Unenlagia non poteva volare ne tanto meno planare di albero in albero come la maggior parte dei dromeosauridi di piccole dimensioni. Tuttavia sembra l'animale avesse le braccia disposte lateralmente rispetto al corpo e sembra che durante il riposo venissero tenute chiuse, come le ali degli uccelli. Questa particolare articolazione aumentava il numero di movimenti possibili e le braccia tenute aperte lateralmente potevano svolgere la funzione di stabilizzatori, durante la corsa. Viste le sue dimensioni è improbabile che l'Unenlagia cacciasse prede più grandi di lui. Molti scienziati, notando le caratteristiche anatomiche dell'animale hanno formulato l'ipotesi che l'animale poteva cibarsi di pesce. Il lungo muso e i denti conici sembrano una perfetta convergenza evolutiva con i teropodi spinosauridi noti per la loro dieta piscivora, i denti conici infatti sono perfetti per trattenere prede scivolose come appunto i pesci. Le braccia notevolmente ridotte erano inoltre poco utili nella caccia a grandi animali limitando così l'alimentazione dell'Unenlagia a piccole prede. Probabilmente l'Unenlagia si appostava lungo il corso dei fiumi o dei laghi aspettando il momento opportuno per far scattare le fauci e arpionare prede acquatiche, come i moderni aironi.
Essendo un animale endotermo, come la maggior parte dei dinosauri l'Unenlagia aveva bisogno di molta energia, e come lui i suoi cuccioli. Dunque è possibile che scegliesse posti particolari per la deposizione. Recenti scoperte hanno dimostrato che i pulcini di dromeosauridae, erano molto precoci e pertanto non necessitavano di cure parentali troppo lunghe, essendo già autosufficienti dopo pochi mesi di vita. I genitori dovevano quindi occuparsi di proteggere e mantenere la prole per poco tempo. Secondo alcuni esperti questo animale era in grado di salire sugli alberi. D'altronde nonostante le dimensioni delle braccia di questi animali è possibile che potessero aggrapparsi al tronco con tutti e quattro gli arti. Questo comportamento presenterebbe due vantaggi: il primo è una certa protezione dei cuccioli e il secondo è una vista in tutta la zona circostante. Tuttavia è più propenso pensare che l'animale vivesse a terra nidificando tra l'erba alta e i giunchi lungo i fiumi in cui poi cacciava.